# La Aurora (periódico)
La Aurora fue un periódico de Uruguay de publicación semanal de la Provincia Oriental editado y publicado en Montevideo. Contó con 17 números entre el 21 de diciembre de 1822 y el 29 de abril de 1823, habiéndose publicado su prospecto el 14 de diciembre de 1822. Se trató de un periódico de información política y polémica que dirigió su atención especialmente a la crítica de los gobernantes porteños.

## Orígenes
Se imprimió en la Imprenta del Cabildo de Montevideo, redactado y editado por Antonio Díaz, integrante de la Sociedad de Caballeros Orientales. Fue esta la primera vez que un miembro de dicha organización desempeñara tal labor.
Como sus periódicos hermanos, El Aguacero, El Pampero y El Ciudadano, se centró en repudiar a los políticos que se oponían a la autonomía de los orientales y de la Provincia Cisplatina. 

## Estilo y tópicos
Este semanario puso sus esfuerzos en denunciar el gobierno del Barón de la Laguna (Carlos Federico Lecor), así como en promover el descontento y la crítica de los lectores.
Los tópicos de política concernientes a la región del Río de la Plata eran encauzados en un estilo incisivo pero a su vez culto y elevado. Contenía información y reflexiones acerca de los turbulentos aconteceres del momento y acerca de cómo dirigir el Estado en un futuro de independencia. 
“Pulchrum est bene facererei publicae”, que en español puede tomarse como “qué hermoso es hacerle el bien a la república” es el encabezamiento de cada número. Esta frase de Salustio, denunciaba en su entonces al gobierno aristocrático. 

## Recepción
El costo era de 1 real el ejemplar.
La Aurora fue criticado por Francisco Giró, desde el El Aguacero, con un tono tan burlesco como irónico: 
“Por desgracia no hai uno [periódico] en Montevideo entre tantos papeles que se imprimen de seis meses á esta parte. La Aurora lo fue algún tiempo; pero empezó luego á dormirse hasta uno, hasta dos días después del prefijado en su prospecto. En esta semana dio una cabezada tan grande que sin duda debió lastimarse la pobrecita, pues hai un cartel que anuncia estar indispuesta y no poder dejar por estos días su lecho de rosas (…)” (1823, n.º 1, El Aguacero)

## Acceso al material
En el sitio Anáforas se puede acceder a los diecisiete números y al prospecto publicados de La Aurora.